# 范蠡
范 蠡（はん れい、生没年不詳）は、中国春秋時代の越の政治家・軍人である。氏は范、諱は蠡、字は少伯。越王勾践に仕え、勾践を春秋五覇に数えられるまでに押し上げた最大の立役者とされている。

## 略歴

### 越の謀臣
范蠡がどこで生まれたのか、どのような経緯で越の允常（勾践の父）に仕えるようになったのか、彼の経歴による明確な確証がない。
隣国の呉王闔閭は伍子胥・孫武らの補佐を受けて強勢を誇っていた。越王允常は范蠡の補佐で国力を伸ばしていた。しかし紀元前496年に允常が逝去し、太子の勾践が父の後を継いだ。允常の訃報を聞いて喪中に服している越に対して、闔閭は出る杭を先んじて叩いてしまおうと判断し、攻め込んできた（欈李の戦い）。しかし、欈李（現在の浙江省嘉興市海寧市）で、范蠡はこれに対して奇計を持って迎えた。その奇計と言うのは決死隊（『左伝』では罪人。こちらが正確か）を集めて敵の目の前まで行かせてそこで自ら首をはねさせるという物で、呉軍が仰天している隙を付いて越軍は呉軍を撃破した。越の武将霊姑孚が射た矢で片足を破傷したのが原因で闔閭は陣没し、太子の夫差が立った。
夫差は伍子胥の補佐を受け、越への復讐（臥薪）を狙い、それを知った勾践は今のうちにと呉を叩こうと出兵しようとしたが、范蠡はこれを諌めた。しかし勾践は聞き入れずに出兵し、大敗してしまった。勾践は夫差に対し平身低頭で命乞いをし、更に家臣の中の文種は夫差の側近伯嚭（嚭は喜否）に賄賂を贈って夫差に勾践を助けるように吹き込んだ。この時に伍子胥は勾践を殺す事を強弁したが、夫差はこれを取り上げず、勾践を解放し夫差の馬役人にさせた（嘗胆）。

### 呉を滅ぼす
国に戻った勾践は国政を范蠡に任せようとするが、范蠡は「軍事なら種（文種）は臣に及びませんが、政治にかけては臣は種に及びません」と応え、文種を推薦した。勾践は范蠡・文種の補佐を受け、復讐を狙っていたが、表面的には夫差に対し従順な姿勢を見せて、夫差を油断させた。更に范蠡は伯嚭に賄賂を送り、伍子胥の悪口を夫差に吹き込ませて離間を狙った。思惑通り、伍子胥は夫差に誅殺され、夫差を諌める者はいなくなった。夫差は調子に乗って北へ出兵して天下の事を争おうとし、越の事など気に止めなくなった。
夫差は呉軍の大半を率いて北の会盟に出かけて、国許を守るのは太子・友とごく僅かの兵になった。勾践はその隙を衝こうとして、范蠡に訊ねた。范蠡は
「よいでしょう」
とこたえた。そこで越は大軍を発し、一気に呉を襲い、太子を殺して呉を占領した。夫差は慌てて引き返してきた。勾践は、
「まだ呉の全土を占領するには力が不足している」と判断し、一旦和睦した。その後も夫差は無理に北へ出兵して国力を消耗した。四年後、越は呉に決戦を挑み、遂に夫差を姑蘇山に追い詰めた。夫差は降伏して命乞いしたが、范蠡は後顧の憂いを断つべく殺すよう進言した。勾践は殺すことはためらい、舟山群島に島流しにしようとしたが、その命令を受けた夫差は自殺した。

### 引退
悲願が達成されて有頂天になる勾践を見て、范蠡は密かに越を脱出した。范蠡は文種への手紙の中で「私は『狡兎死して走狗烹られ、高鳥尽きて良弓蔵（かく）る』（狡賢い兎が死ねば猟犬は煮て食われてしまい、飛ぶ鳥がいなくなれば良い弓は仕舞われてしまう）と聞いています。越王の容貌は長頸烏喙（首が長くて口がくちばしのようにとがっている）です。こういう人相の人は苦難を共にできても、歓楽はともにできないのです。どうして貴方は越から逃げ出さないのですか」と述べた。
そこで文種は災いを避けるため病と称して出仕しなくなったが、文種に謀反の疑いありと讒言する者が現われた。勾践は文種に剣を贈り、「先生は私に呉を倒す7つの秘策があると教えて下さいました。私はそのうちの3つを使って呉を滅ぼしました。残り4つは先生のところにあります。私のために先生は亡くなった父王のもとでその秘策をお試し下さい」と伝え、文種は自殺した。

### 伝説
范蠡は夫差の軍に一旦敗れた時に、夫差を堕落させるために絶世の美女施夷光（西施（せいし））を密かに送り込んでいた。思惑通り夫差は施夷光に溺れて傲慢になった。夫差を滅ぼした後、范蠡は施夷光を伴って斉へ逃げた。
越を脱出した范蠡は、斉で鴟夷子皮（しいしひ）と名前を変えて商売を行い、巨万の富を得た。范蠡の名を聞いた斉は范蠡を宰相にしたいと迎えに来るが、范蠡は名が上がり過ぎるのは不幸の元だと財産を全て他人に分け与えて去った。
斉を去った范蠡は、かつての曹の国都で、今は宋領となっている定陶（現在の山東省菏沢市定陶区）に移り、陶朱公と名乗った。ここでも商売で大成功して、巨万の富を得た。老いてからは子供に店を譲って悠々自適の暮らしを送ったと言う。陶朱公の名前は後世、大商人の代名詞となった（陶朱の富の故事）。このことについては、史記の「貨殖列伝」に描かれている。
浙江省紹興市諸曁市内に陶朱山がある。

## 評価
范蠡の見事な活躍と出処進退は後世の憧れとなり、好敵手の伍子胥と共に長く語り継がれている。
范蠡は日本でも名臣として有名である。『太平記』巻第4「呉越闘事」（西源院本の事書）には、後醍醐天皇の臣児島高徳が「天勾践を空しゅうする莫れ　時に范蠡無きにしも非ず」という句を贈ったという話がある。後醍醐天皇を勾践にたとえ、名臣が出現しないわけではないのだから諦めないようにと励ましたのである。この逸話は「児島高徳」という文部省唱歌に詠み込まれ歌われた。

## 范蠡を題材とした作品
小説
- 『越女剣』（金庸）

テレビドラマ
- 燃ゆる呉越（中国語版）（2006年、演：リー・クワンジェ）
- 争覇-越王に仕えた男-（中国語版）（2006年、主演：チェン・クン）
- 復讐の春秋 -臥薪嘗胆-（2007年、演：ジア・イーピン）
- 孫子兵法（2008年、演：張暁瀟）
- 三国争乱 春秋炎城（2008年、演：劉長純）
- 女たちの孫子英雄伝（中国語版）（2012年、演：ケン・チュウ）